# کری ویلسون (بازیکن هاکی روی یخ)
کری ویلسون (انگلیسی: Carey Wilson؛ زادهٔ ۱۹ مهٔ ۱۹۶۲) بازیکن هاکی روی یخ، و فیلم‌نامه‌نویس اهل کانادا است.
از باشگاه‌هایی که در آن بازی کرده‌است می‌توان به کلگری فلیمس و نیویورک رنجرز اشاره کرد.